# Povarovo
Povarovo (in russo Поварово?) è una cittadina della Russia europea centrale, situata nell'oblast' di Mosca. Apparteneva al Solnečnogorskij rajon).
Sorge nella parte centrale dell'oblast', pochi chilometri a nordovest della capitale Mosca.